# Trophée des champions 2015
Navigation
Pékin 2014 Klagenfurt 2016
Le Trophée des champions 2015 est la 39e édition du Trophée des champions et se déroule au Canada le 1er août 2015, dans le Stade Saputo situé à Montréal. Il s'agit de la septième édition consécutive disputée hors de France et de la troisième en Amérique.
Les règles du match sont les suivantes : la durée de la rencontre est de 90 minutes puis en cas de match nul, une séance de tirs au but est réalisée pour départager les équipes. Trois remplacements sont autorisés pour chaque équipe.
Si le transport et l'hébergement des équipes et de la délégation de la Ligue de football professionnel sont à la charge du pays hôte, les recettes du stade lui sont par contre reversées.

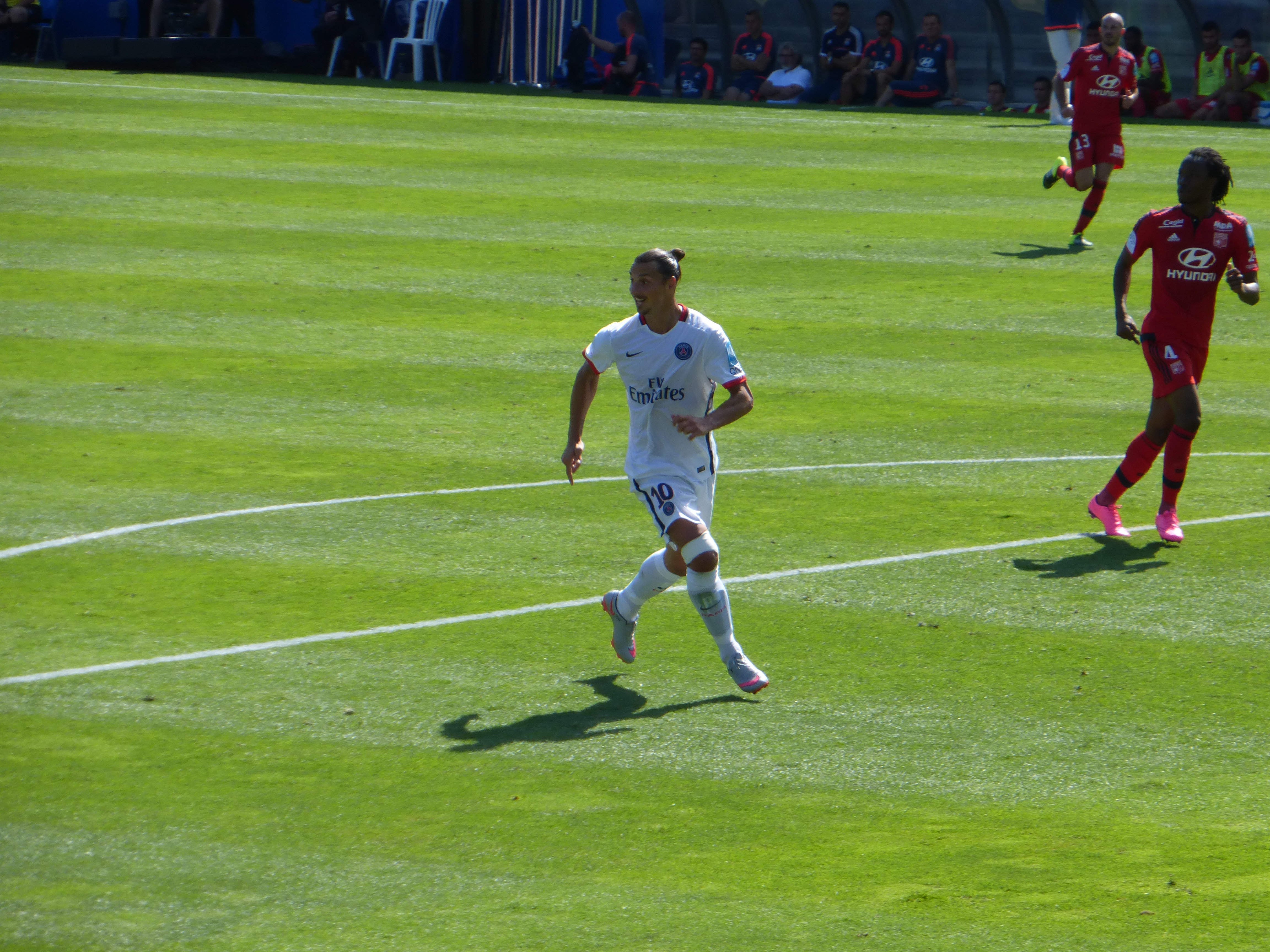
Zlatan Ibrahimović devant Bakary Koné et Christophe Jallet lors de l'édition 2015.

## Feuille de match
| 1er août 2015 | Paris Saint-Germain FC                                  | 2 - 0   | Olympique lyonnais          | Stade Saputo, Montréal, Canada                    |                                                   |
| 15:00 (UTC-4) | Aurier 11e · Cavani 17e · Verratti 60e · David Luiz 81e | (2 - 0) | 37e Gonalons · 64e Gonalons | Spectateurs : 20 057 Arbitrage : Mathieu Bourdeau | Spectateurs : 20 057 Arbitrage : Mathieu Bourdeau |
| 15:00 (UTC-4) | Rapport                                                 |         |                             | Spectateurs : 20 057 Arbitrage : Mathieu Bourdeau | Spectateurs : 20 057 Arbitrage : Mathieu Bourdeau |

| Paris SG | Olympique lyonnais |

| Gardien de but | 16 | Kevin Trapp              |     |     |
| DD             | 19 | Serge Aurier             |     |     |
| DC             | 2  | Thiago Silva             |     |     |
| DC             | 32 | David Luiz               | 81e |     |
| DG             | 17 | Maxwell                  |     |     |
| MDF            | 25 | Adrien Rabiot            |     |     |
| MC             | 6  | Marco Verratti           | 60e | 70e |
| MC             | 14 | Blaise Matuidi           |     |     |
| MOD            | 7  | Lucas Moura              |     | 82e |
| MOG            | 9  | Edinson Cavani           |     | 63e |
| AT             | 10 | Zlatan Ibrahimović       |     |     |
| Remplaçants :  |    |                          |     |     |
| Gardien de but | 30 | Salvatore Sirigu         |     |     |
| DC             | 5  | Marquinhos               |     |     |
| DG             | 21 | Lucas Digne              |     |     |
| MDF            | 4  | Benjamin Stambouli       |     | 70e |
| MC             | 8  | Thiago Motta             |     |     |
| MOD            | 29 | Jean-Kévin Augustin      |     | 63e |
| MOG            | 15 | Jean-Christophe Bahebeck |     | 82e |
| Entraîneur :   |    |                          |     |     |
| Laurent Blanc  |    |                          |     |     |

| Gardien de but  | 1  | Anthony Lopes       |         |     |
| DD              | 13 | Christophe Jallet   |         |     |
| DC              | 4  | Bakary Koné         |         |     |
| DC              | 23 | Samuel Umtiti       |         |     |
| DG              | 3  | Henri Bedimo        |         |     |
| MDF             | 21 | Maxime Gonalons     | 37e 64e |     |
| MC              | 8  | Corentin Tolisso    |         |     |
| MC              | 12 | Jordan Ferri        |         | 79e |
| MOD             | 25 | Yassine Benzia      |         | 67e |
| MOG             | 9  | Claudio Beauvue     |         |     |
| AT              | 10 | Alexandre Lacazette |         |     |
| Remplaçants :   |    |                     |         |     |
| Gardien de but  | 16 | Lucas Mocio         |         |     |
| DC              | 22 | Lindsay Rose        |         |     |
| DG              | 15 | Jérémy Morel        |         |     |
| MC              | 17 | Steed Malbranque    |         | 79e |
| MC              | 28 | Arnold Mvuemba      |         |     |
| MC              | 32 | Zakarie Labidi      |         |     |
| MOD             | 11 | Rachid Ghezzal      |         | 67e |
| Entraîneur :    |    |                     |         |     |
| Hubert Fournier |    |                     |         |     |

| Assistants : Daniel Belleau Richard Gamache Quatrième arbitre : Francis Latullipe Homme du match : Serge Aurier |